# 小谷陽一
小谷 陽一（こたに よういち、男性、1952年3月8日 - ）グラフィックデザイナー　絵仏師。

## 経歴
1952年3月8日、鳥取県岩美郡岩美町出身。
1971年に鳥取県立鳥取東高等学校卒業後、武蔵野美術短期大学商業デザイン科卒業。
1989年にデザインオフィス「有限会社小谷デザインオフィス」を設立。
1998年よりグラフィックデザイナーの業務の傍ら、仏画を描き始める。2005年から全国で仏画展を開き始める。

## 作風
- 鮮やかな色彩を使い、透明感あふれる色彩構成を得意とする。
- 誰もがわかる明快さで手描きのあたたかさと、先端機器を融合させたハイブリッドな表現での不可思議な画風が特徴。

## 主な仕事

### ロゴマーク
- 山陰夢みなと博覧会
- 2009 鳥取・因幡の祭典
- 岩美町立岩美南小学校
- 鳥取市立青谷小学校
- 学校法人 小林学園 鳥取社会福祉専門学校
- とっとり休養センター レーク大樹

## 展覧会
- 「小谷陽一展」（ギャラリー あんどう）　2005年 鳥取
- 「仏画展」（ギャラリー 銀座アルトン）　2005年 東京
- 「鳥取・摩訶不思議世界展」（青谷和紙工房）　2006年 鳥取
- 「新感覚・みほとけ絵展」（ギャラリー あんどう）　2007年 鳥取
- 「名古屋・みほとけ絵展」（栄ギャラリー）　2007年 名古屋
- 「新感覚・みほとけ絵展」（百花堂 ギャラリー）　2007年 鳥取
- 「みほとけ絵展」（時計台ギャラリー）　2008年 北海道
- 「関西仏教美術展」（兵庫県立美術館ギャラリー）　2008年 兵庫
- 「みほとけの世界展」（静岡アートギャラリー）　2008年 静岡
- 「平成のみほとけの絵展」（百花堂 ギャラリー）　2008年 鳥取
- 「和のこころ二人展」（丸京庵 市民ギャラリー）　2008年 鳥取
- 「小谷陽一の世界」（鳥取県・岩美町観光会館）　2009年 鳥取
- 「新感覚・みほとけ絵展」（鳥取ギャラリー）　2009年 鳥取
- 「みほとけ絵展」（松江一畑百貨店 美術サロン）　2009年 島根
- 「みほとけ絵展」（鳥取大丸 アートギャラリー）　2009年 鳥取
- 「こころのふるさと展」（ギャラリー くぼた）　2010年 東京
- 「小谷陽一の世界」（百花堂 ギャラリー）　2010年 鳥取
- 「みほとけ絵展」（みやこめっせ）　2010年 京都
- 「みほとけ絵展」（百花堂 ギャラリー）　2010年 鳥取
- 「現代仏画展」（みやこめっせ）　2011年 京都
- 「美仏巡礼・仏画展」（百花堂）　2011年 鳥取
- 「みほとけ絵展」（ギャラリー青葉）　2012年 宮城
- 「みほとけ絵展」（みやこめっせ）　2012年 京都
- 「みほとけ絵展」（姫路市民ギャラリー）　2012年 兵庫
- 「みほとけ絵展」（ギャラリー六軒茶屋）　2012年 宝塚
- 「みほとけ絵展」（ギャラリーそら）　2012年 鳥取
- 「みほとけ絵展」（ギャラリーSEL)　2013年 福岡
- 「新たな船出・小谷陽一展」（岩美観光会館）　2014年 鳥取
- 「みほとけ絵展」2015年　広島
- 「みほとけ絵展」（百花堂ギャラリー）2017年　鳥取
- 「みほとけ絵展」（関金/地蔵院）20121年　鳥取

## 主な受賞歴
- 第3回日本パロディ展／奨励賞　1979年
- 山陰夢みなと博覧会・シンボルマークコンペ／最優秀賞　1994年
- 外務省 ODA（政府開発援助）シンボルマークコンペ佳作入選　1995年
- 日本交通バス　車体デザインコンペ／最優秀賞　1996年
- 鳥取市訪問記念章デザインコンペ／最優秀賞　2000年
- 妻木晩田遺跡シンボルマークコンペ／優秀賞　2001年
- 鳥取市観光ポスターコンペ／砂丘ポスター採用入選　2001年
- 鳥取市民美術展・デザインの部／市展賞　2002年
- 国民文化祭デザインの部／佳作入選　2002年
- 鳥取県美術展　デザインの部／入選　2003年
- 鳥取社会福祉専門学校シンボルマークコンペ／最優秀賞　2003年
- 鳥取市民美術展　デザインの部／市展賞　2004年
- 鳥取しゃんしゃん祭ポスターコンペ／採用入選　2004年
- 鳥取県美術展　デザインの部/入選・写真の部/入選　2006年
- 鳥取県「花」ブランドマークコンペ・最優秀賞　2006年
- 読売新聞「こころの風景」写真コンテスト・入選　2006年
- 鳥取市教育委員会　「人づくり」マークコンペ・最優秀賞　2007年
- 鳥取・因幡の祭典シンボルマークコンペ・最優秀賞　2007年
- 鳥取市立青谷小学校・校章マークコンペ・最優秀賞　2007年
- 真言宗総本山・高野山金剛峯寺「人権啓発ポスターコンペ」一般の部　金賞受賞　2009年
- 真言宗総本山・高野山普門院「マンダラ仏画」奉納　2009年
- 鳥取岩美/本光寺「仏涅槃図」奉納　2010年
- 出雲大社「平成の大遷宮絵」奉納　2012年
- 関金/地蔵院「大日如来」奉納　2021